# Paratonie
Paratonie is het verschijnsel dat een patiënt zich stijf houdt en zich niet goed kan ontspannen, als gevolg van een te hoge spierspanning. Het verschijnsel komt veel voor bij verplegingsbehoevende patiënten. Het is een karakteristieke tonusstoornis in het laatste stadium van dementie. Paratonie speelt een belangrijke rol in de achteruitgang van de kwaliteit van leven en zorgt voor een exponentiële toename van de zorgzwaarte in de laatste fase van dementie. Paratonie komt in de beginfase van dementie bij ongeveer tien procent voor en in de laatste fase bij negentig procent.
De definitie van paratonie is:
1. Paratonie is een vorm van hypertonie met een onvrijwillige variabele weerstand tegen passief bewegen.
2. Met progressie van de dementie kan de uitingsvorm van paratonie veranderen (van actief meebewegen (ook bekend als ‘mitgehen’) in het begin van de ziekte naar actief tegenbewegen in de latere stadia).
3. De mate van weerstand is afhankelijk van de snelheid van bewegen (langzaam bewegen geeft weinig weerstand, snel bewegen geeft veel weerstand).
4. De mate van weerstand is afhankelijk van de kracht die door de onderzoeker wordt gebruikt.
5. De weerstand kan in elke bewegingsrichting voelbaar zijn en er is geen knipmesfenomeen.

De bewegingsmogelijkheid voor de patiënt neemt hierdoor sterk af en er kunnen contracturen optreden. Om vast te stellen dat sprake is van paratonie is het diagnotisch instrument PAI (paratonia assessment instrument) ontwikkeld.
Het risico om paratonie te ontwikkelen neemt toe met de progressie van de dementie en het afnemen van de cognitieve vermogens. Paratonie kan al ontstaan bij een mild cognitive dementia. Mensen met diabetes hebben een hoger risico om paratonie te ontwikkelen en ook mensen met vasculair vaatlijden hebben een hoger risico om paratonie te ontwikkelen.  